# فرديناند جورج فالدمولر
فرديناند جورج فالدمولر (بالألمانية: Ferdinand Georg Waldmüller)‏ (15 يناير 1793، فيينا - 23 أغسطس 1865، هينتربرول)، كان  رساماً وكاتباً نمساوياً. كان فالدمولر أحد اهم الرسامين النمساويين في فترة بيدرماير.

## معرض الصور

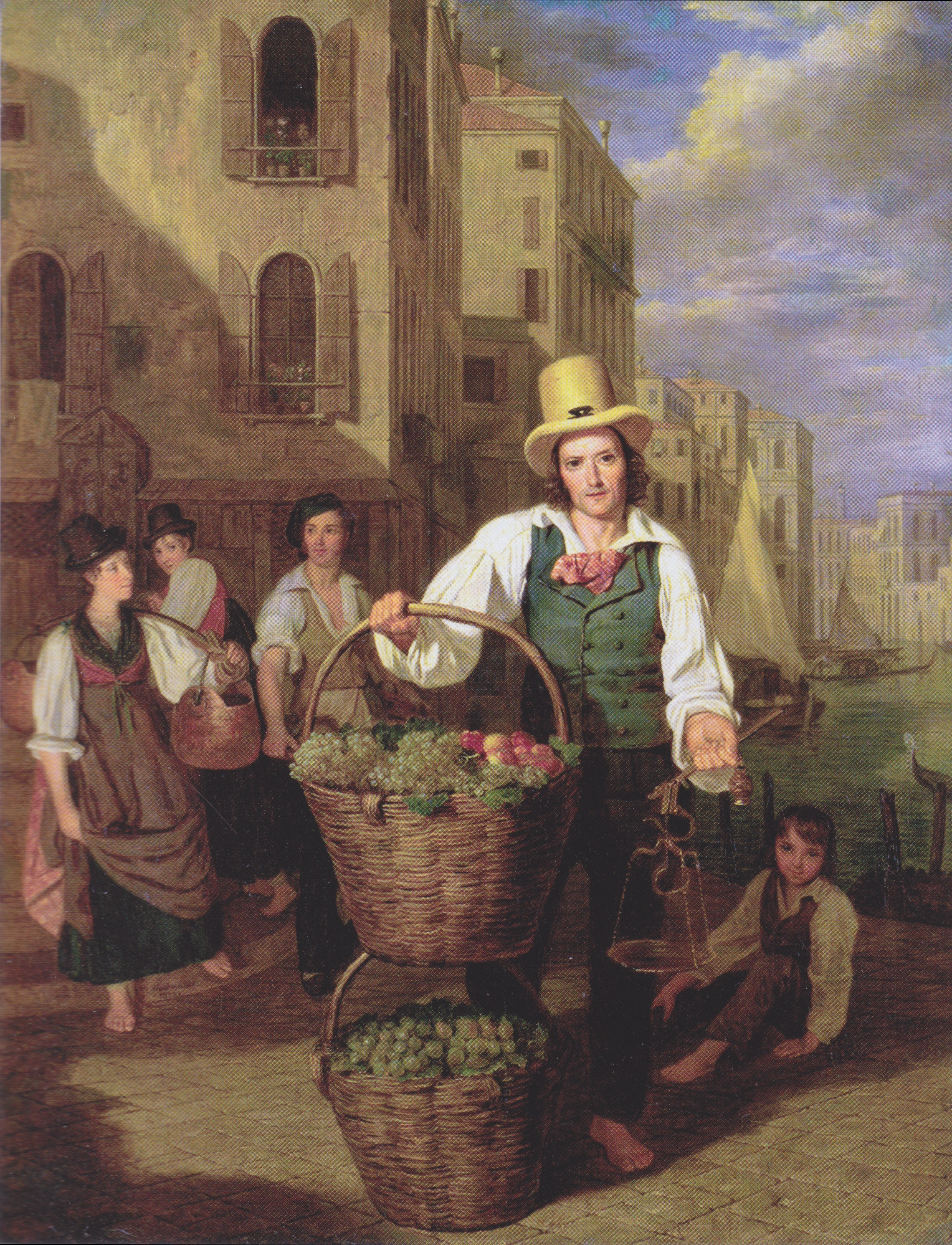
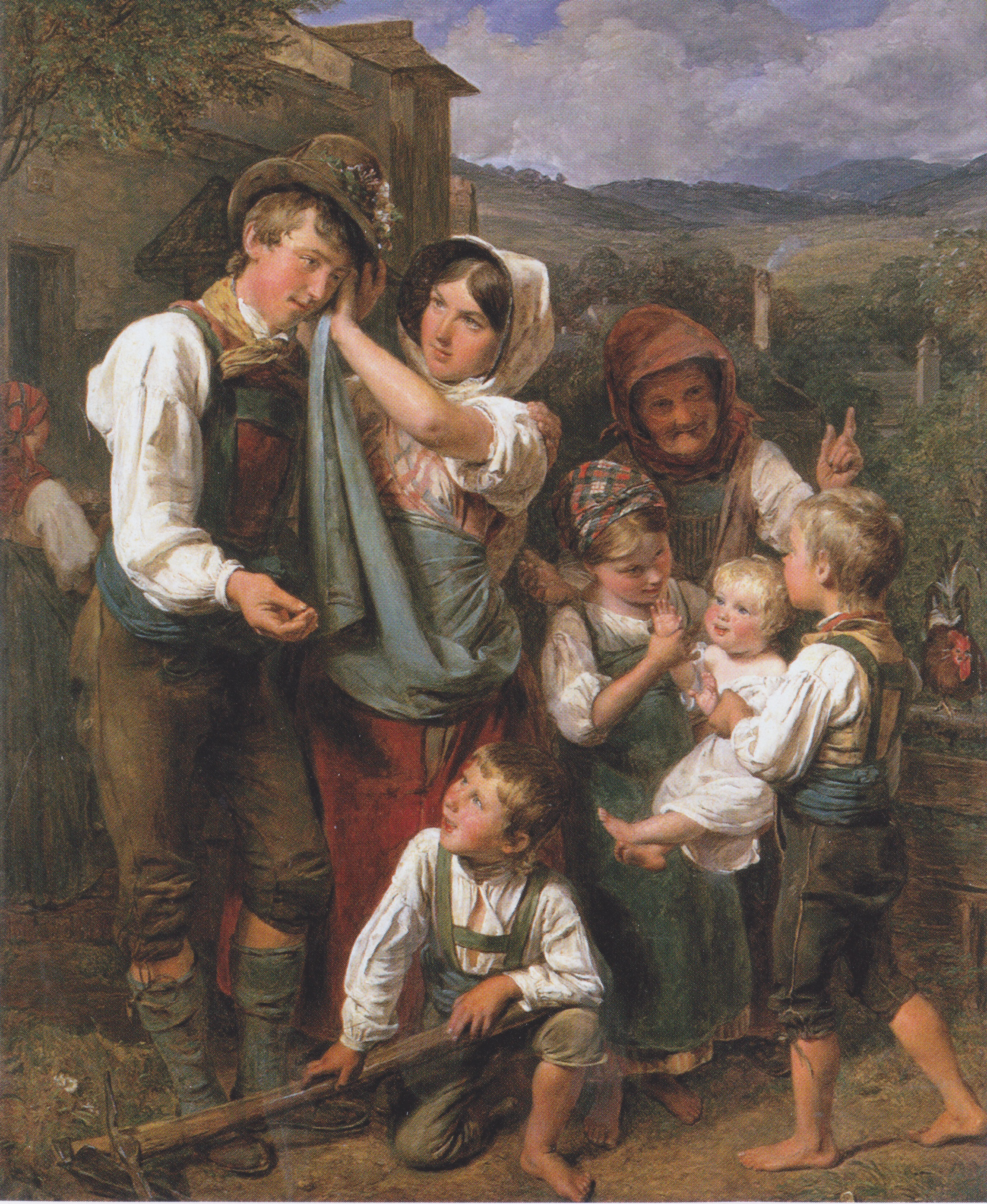
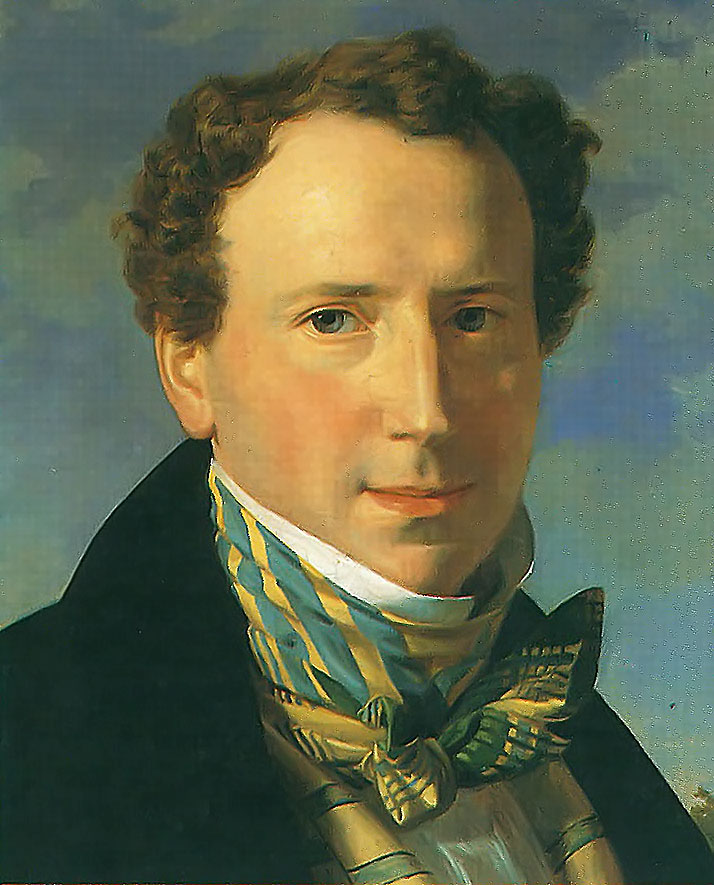
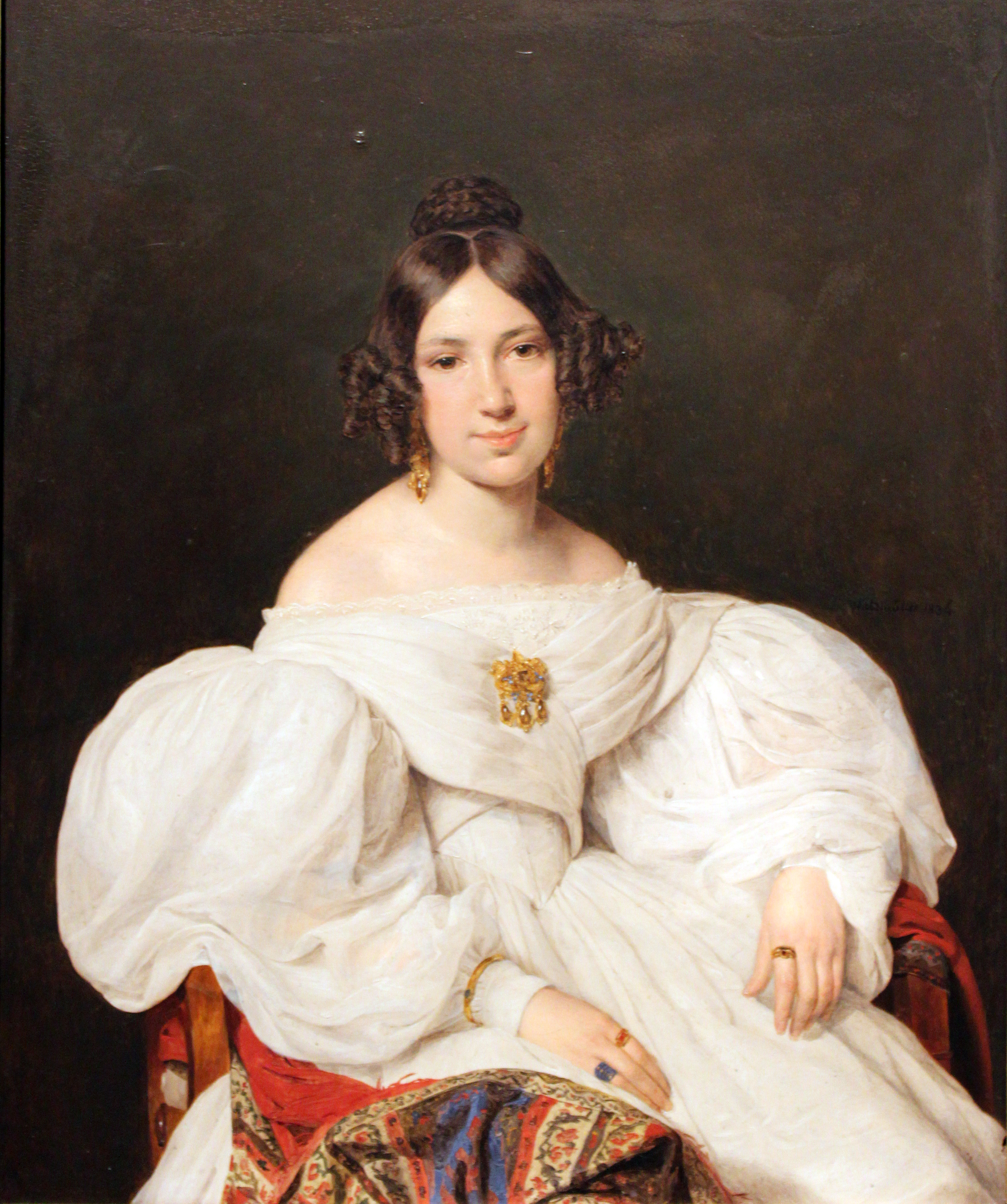
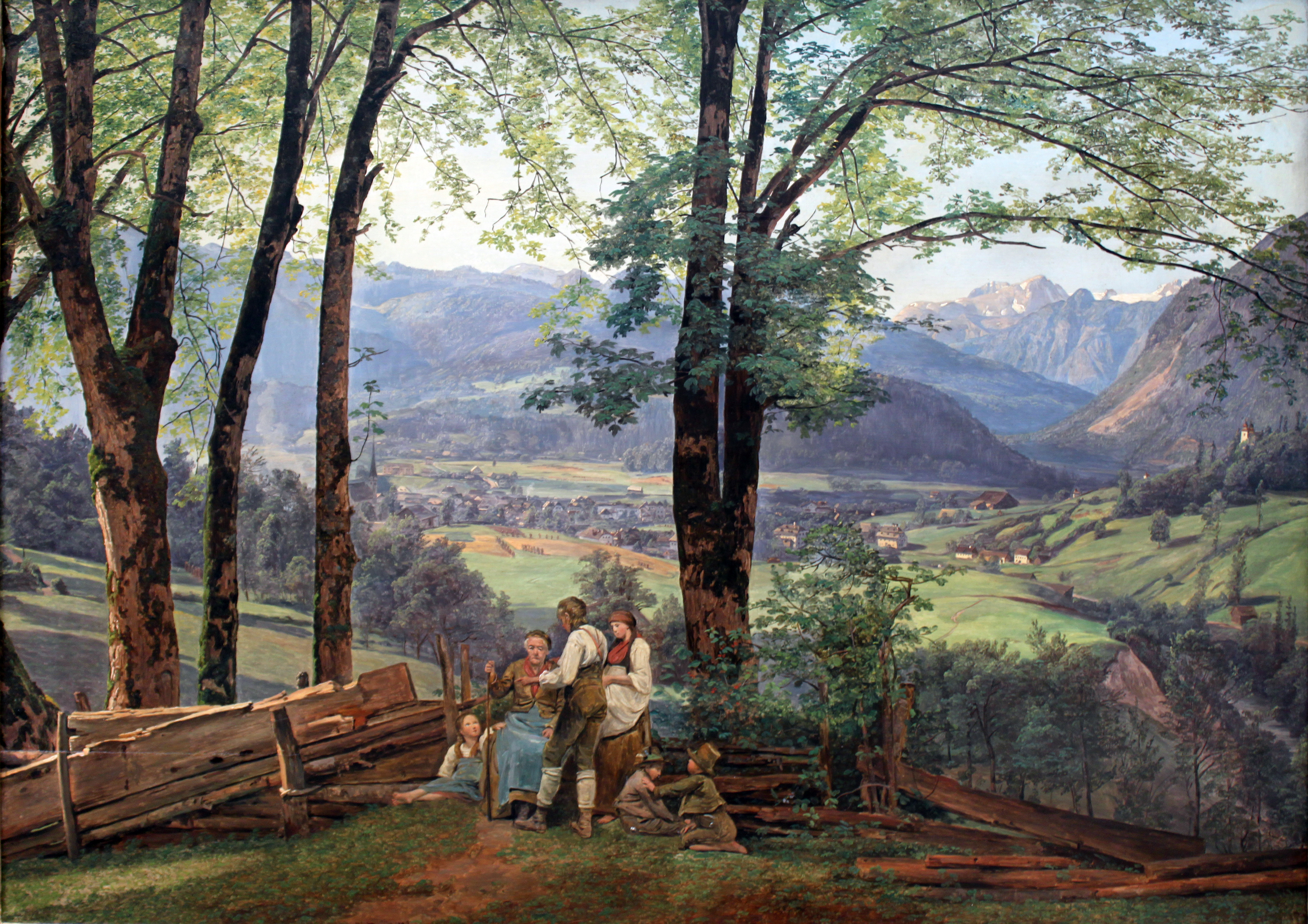
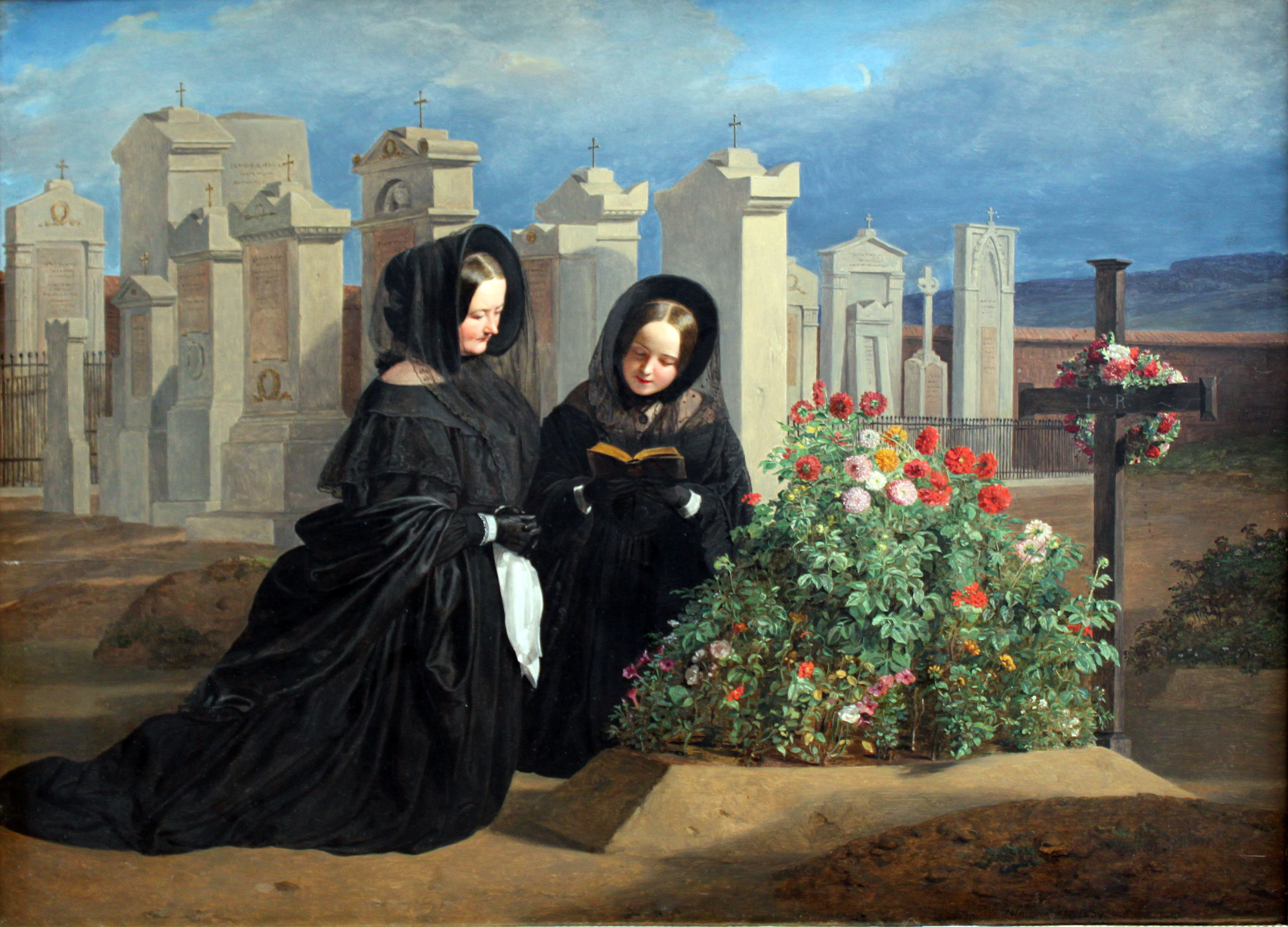
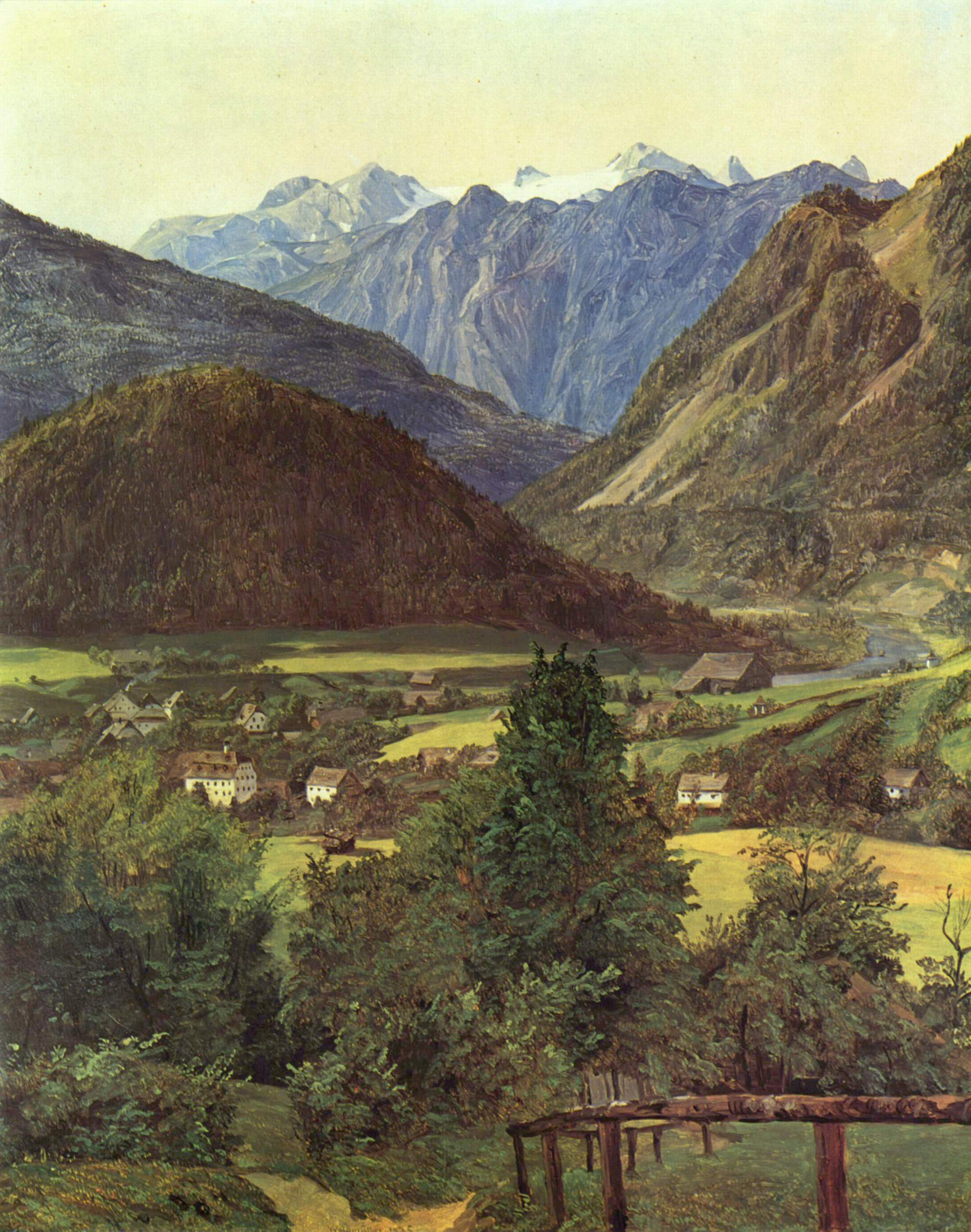
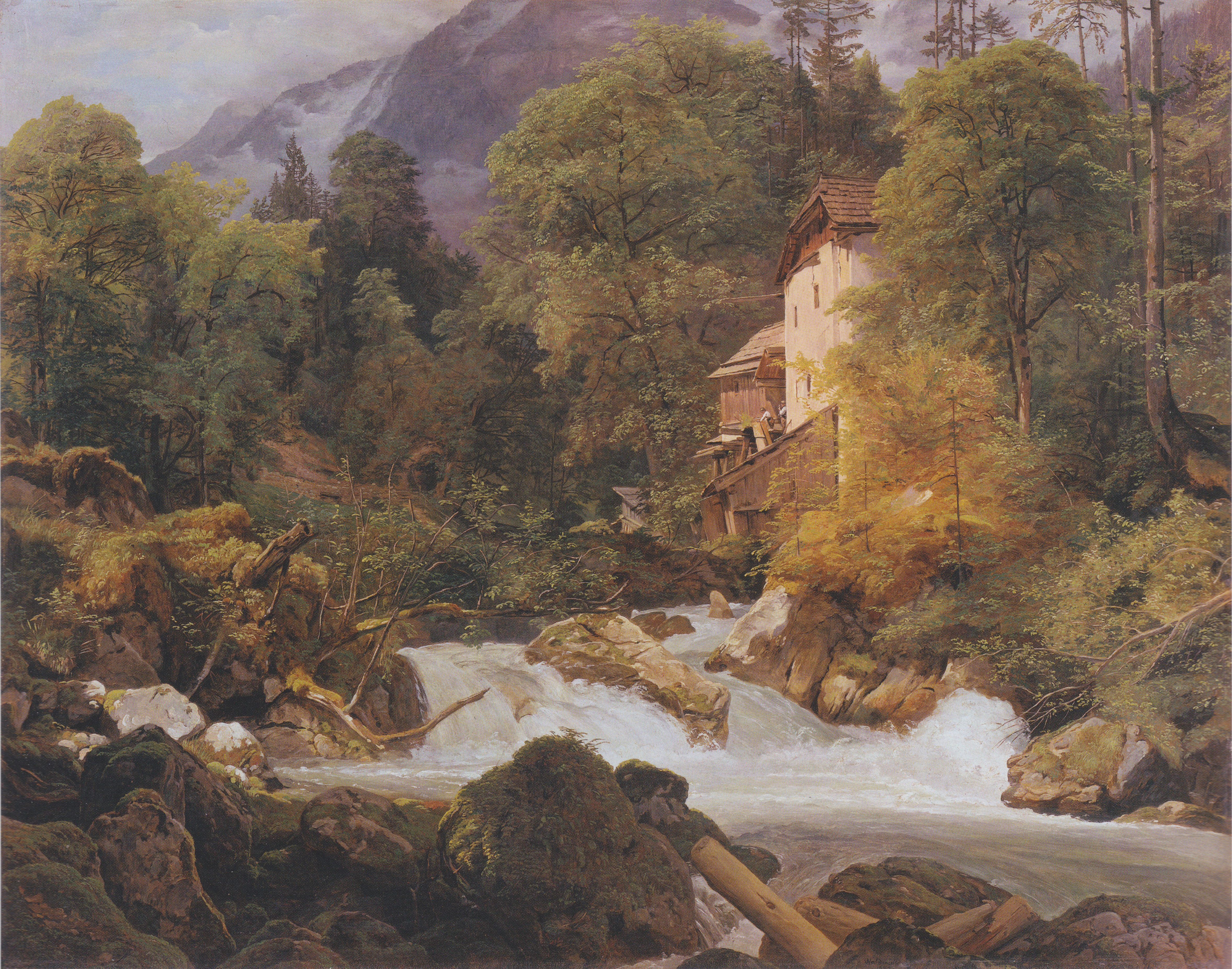
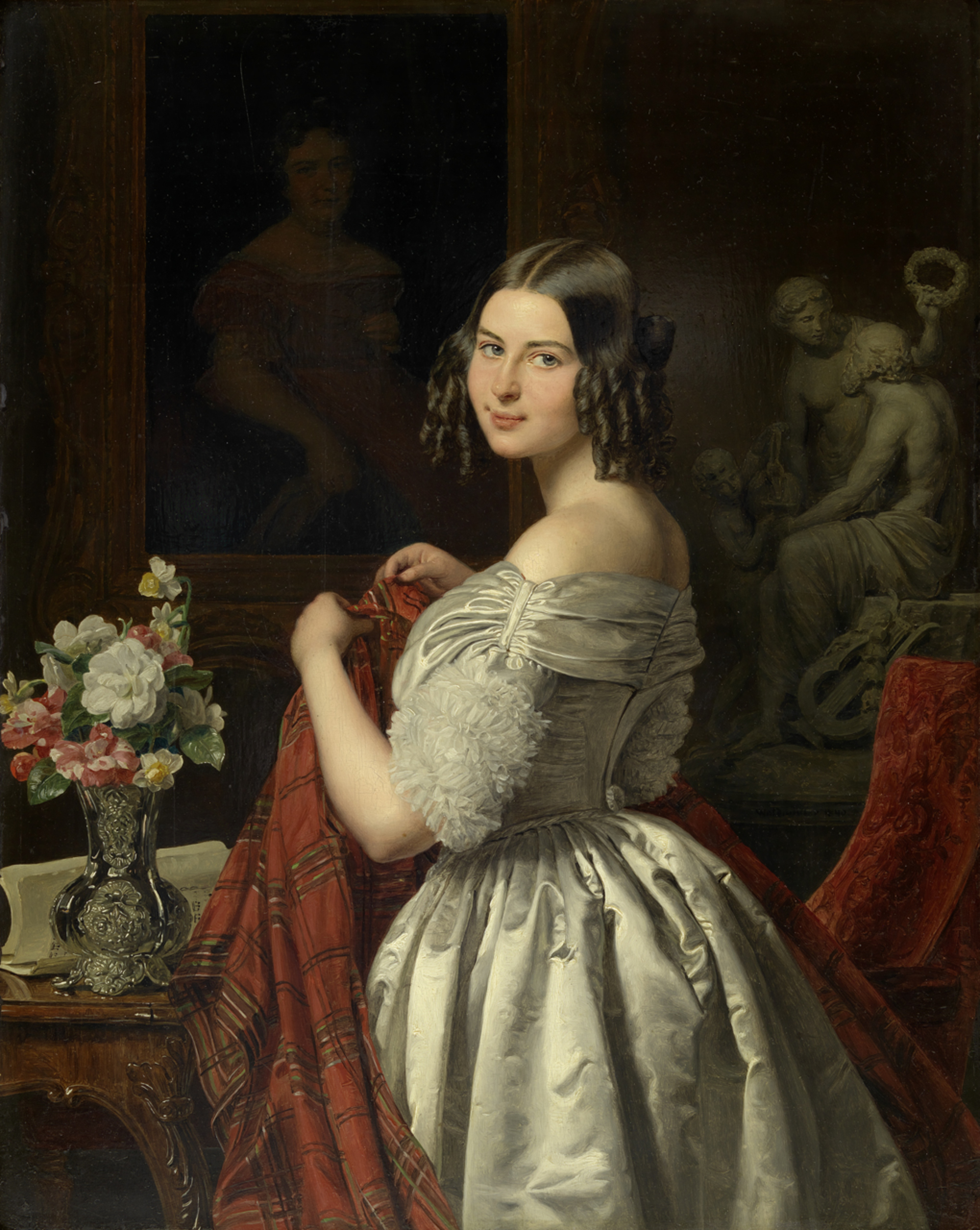
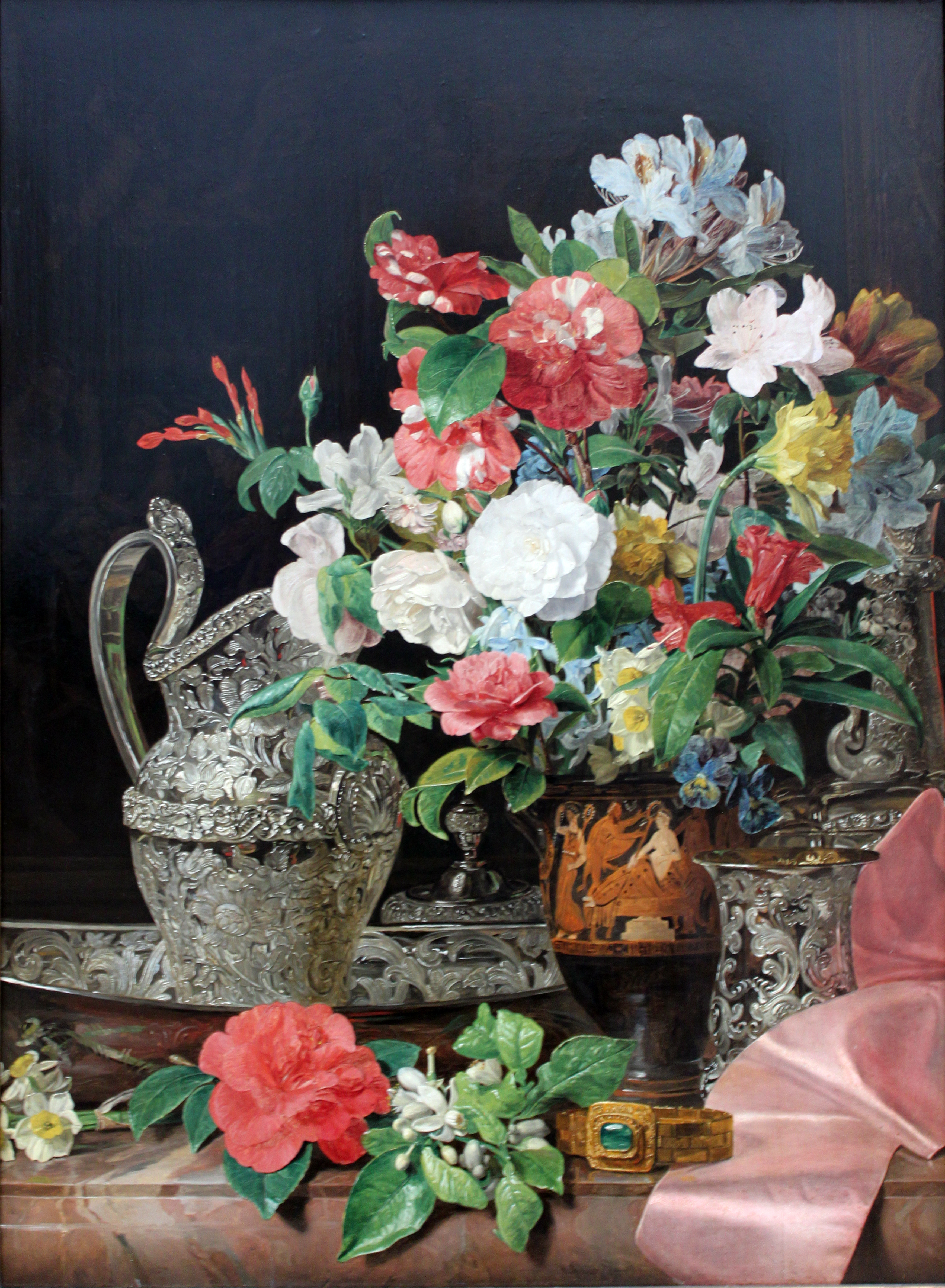
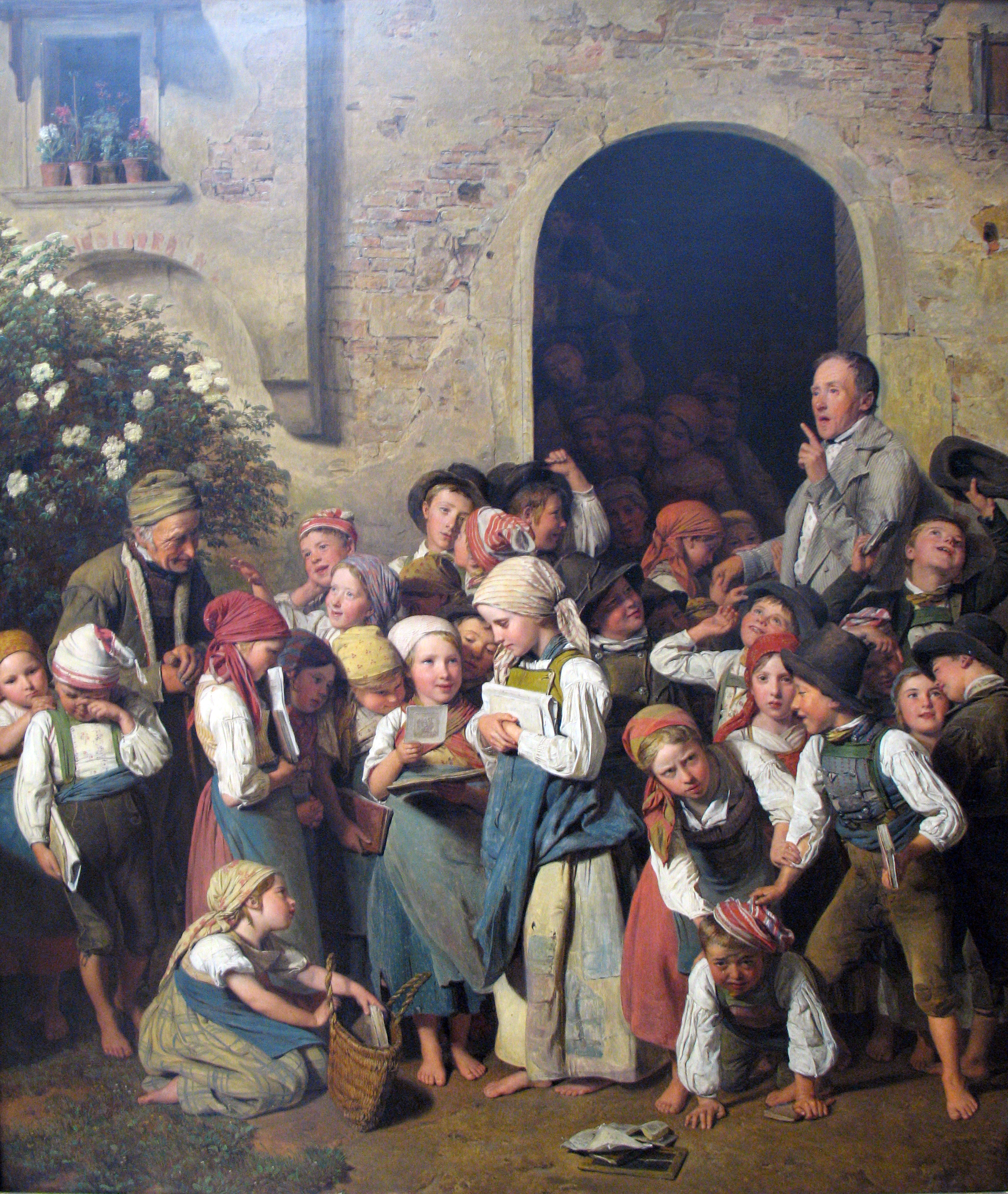
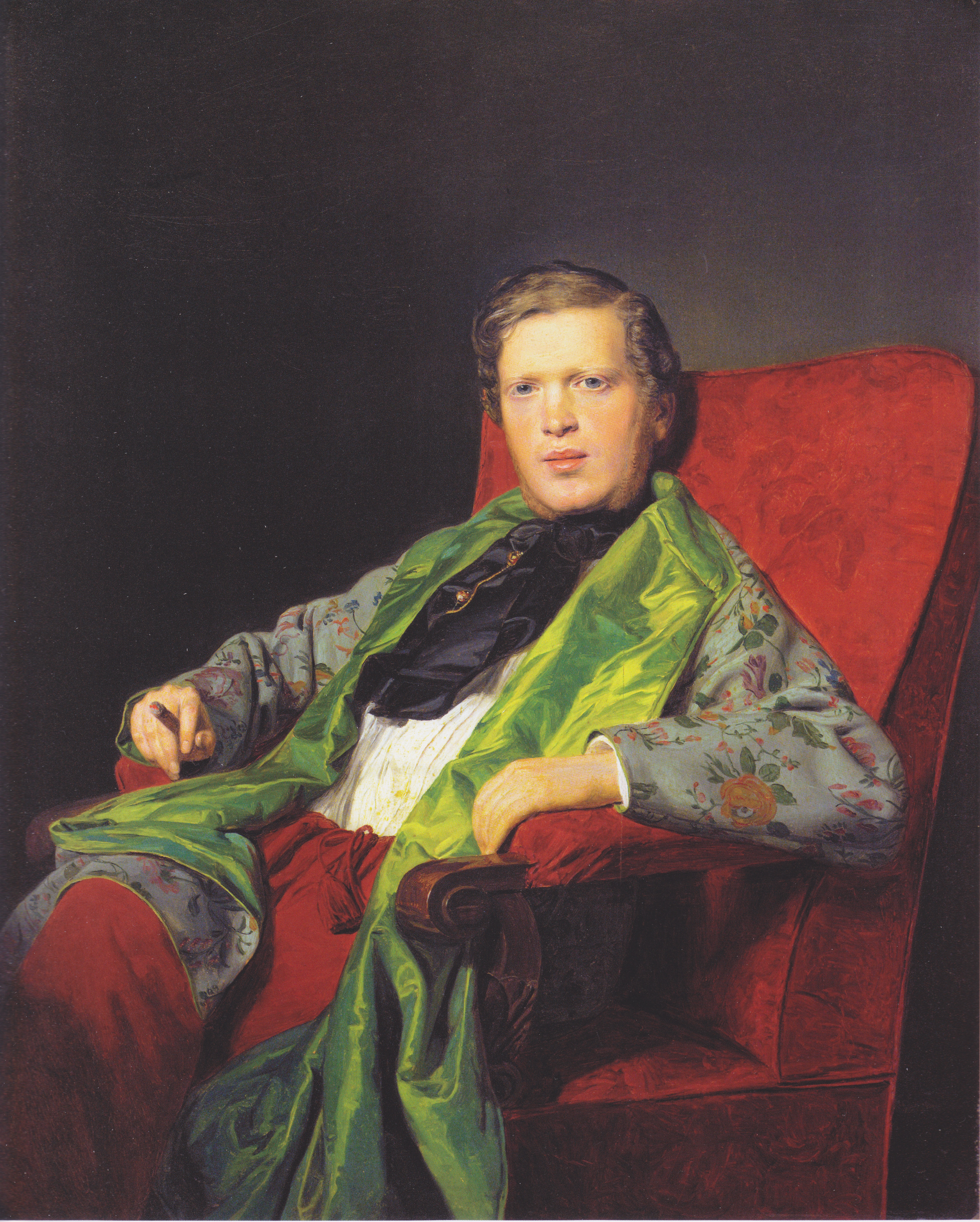
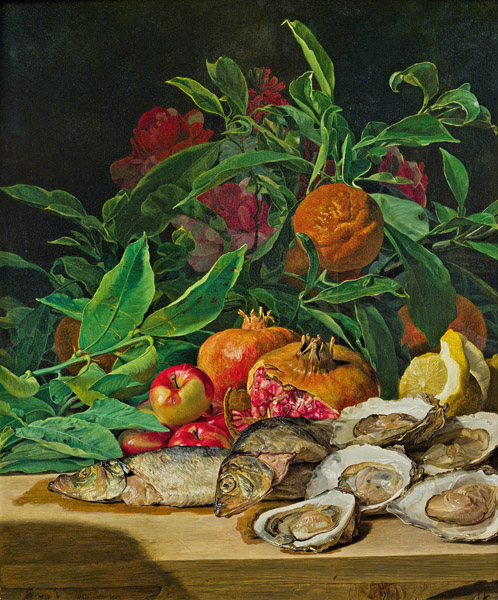
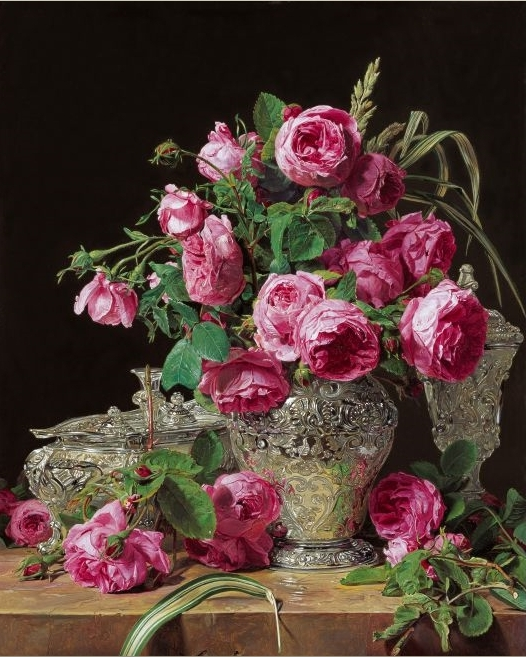
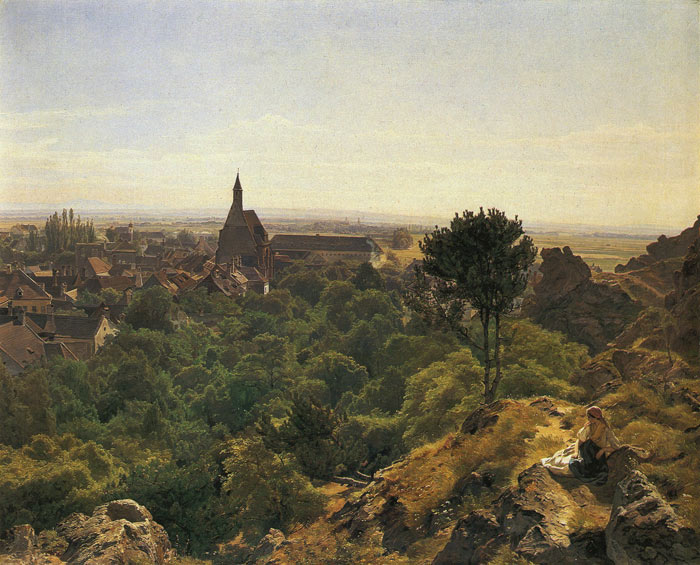
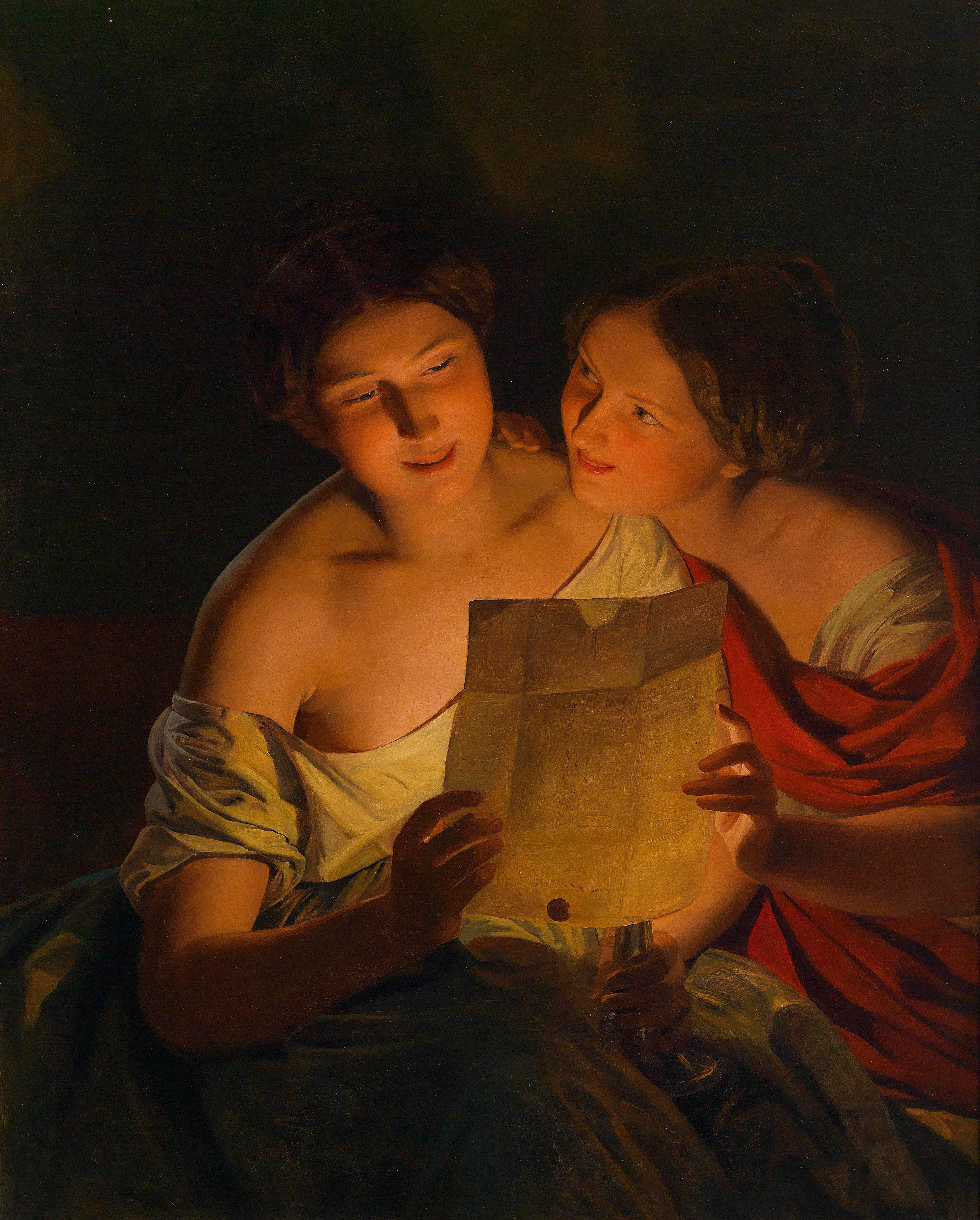
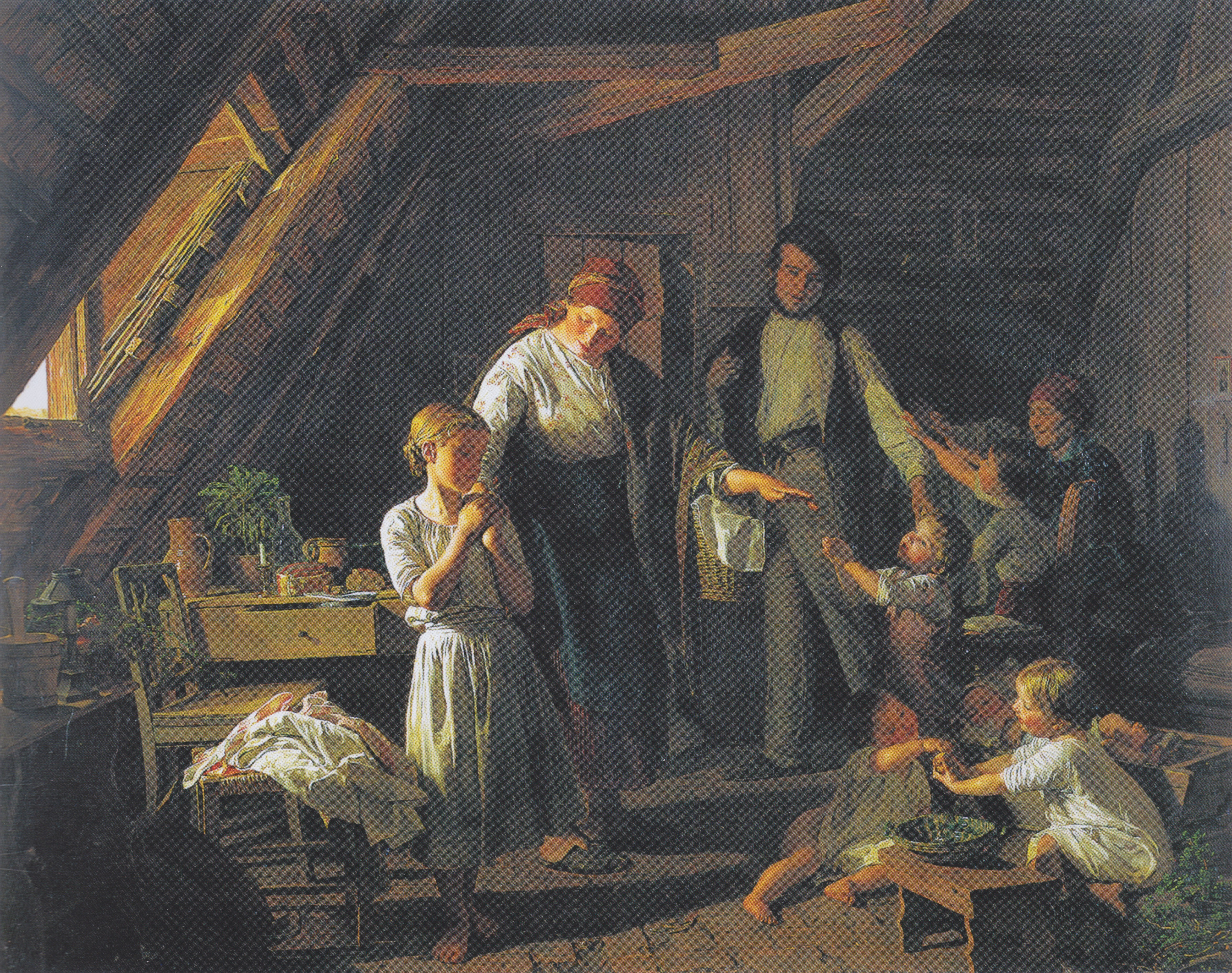
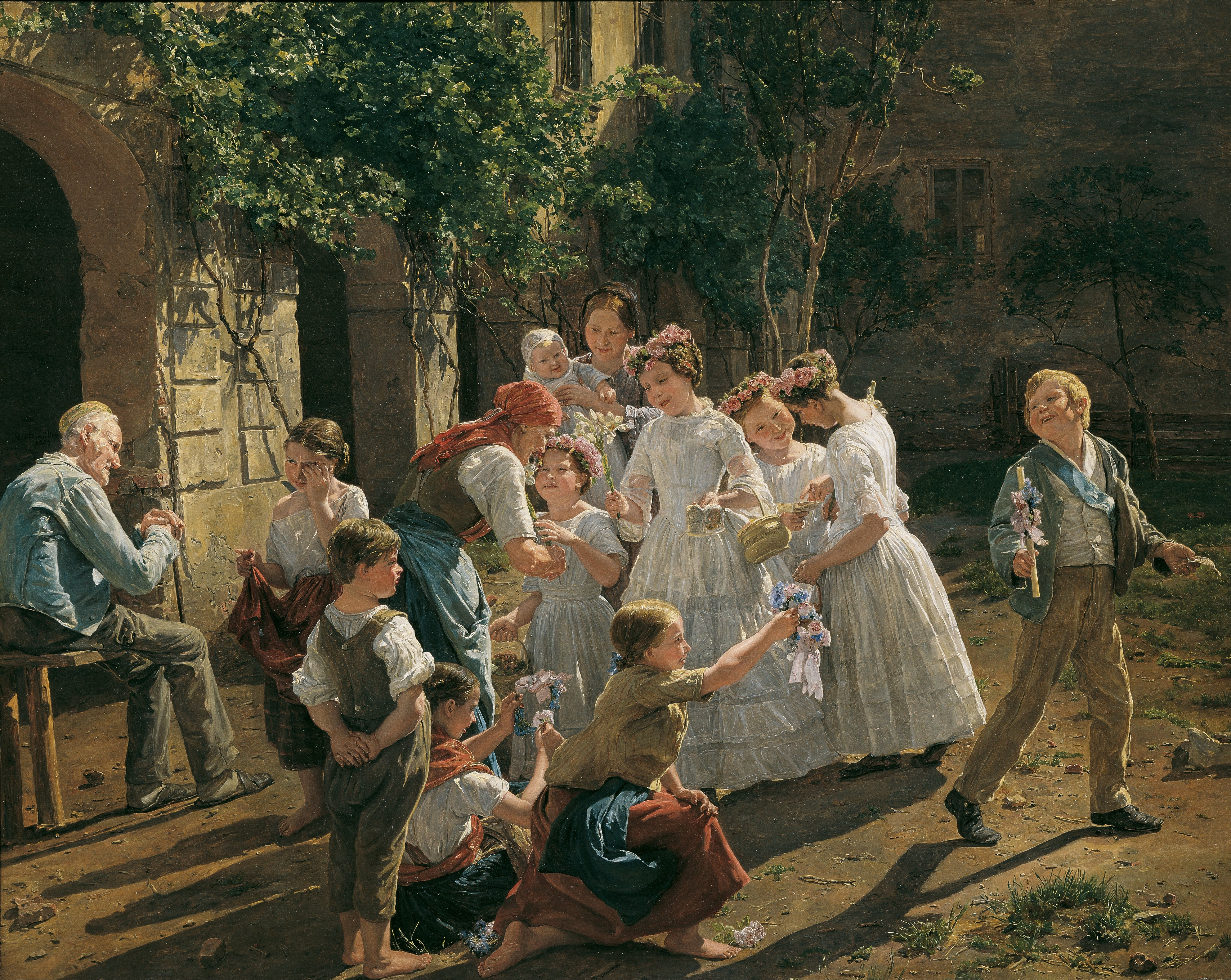
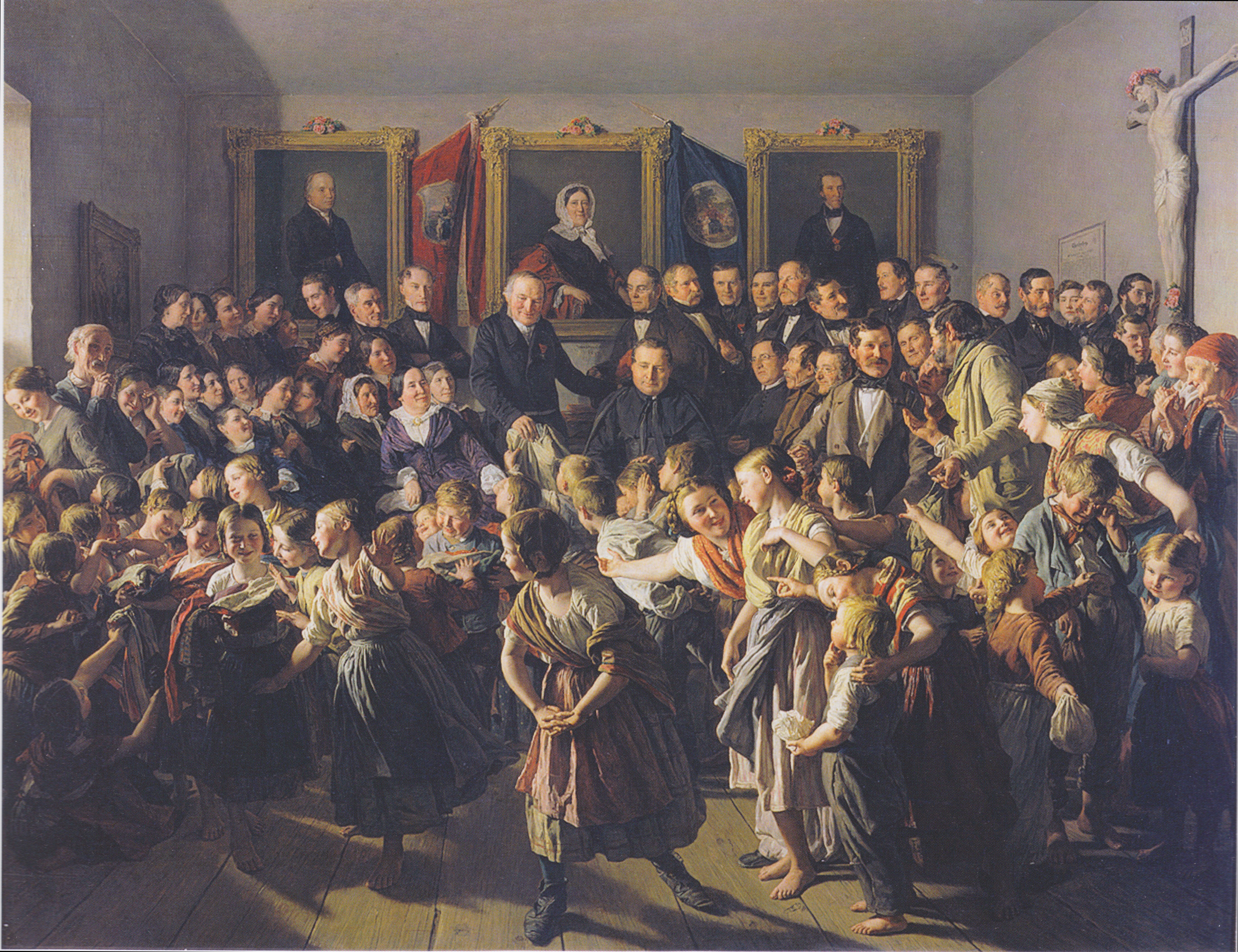
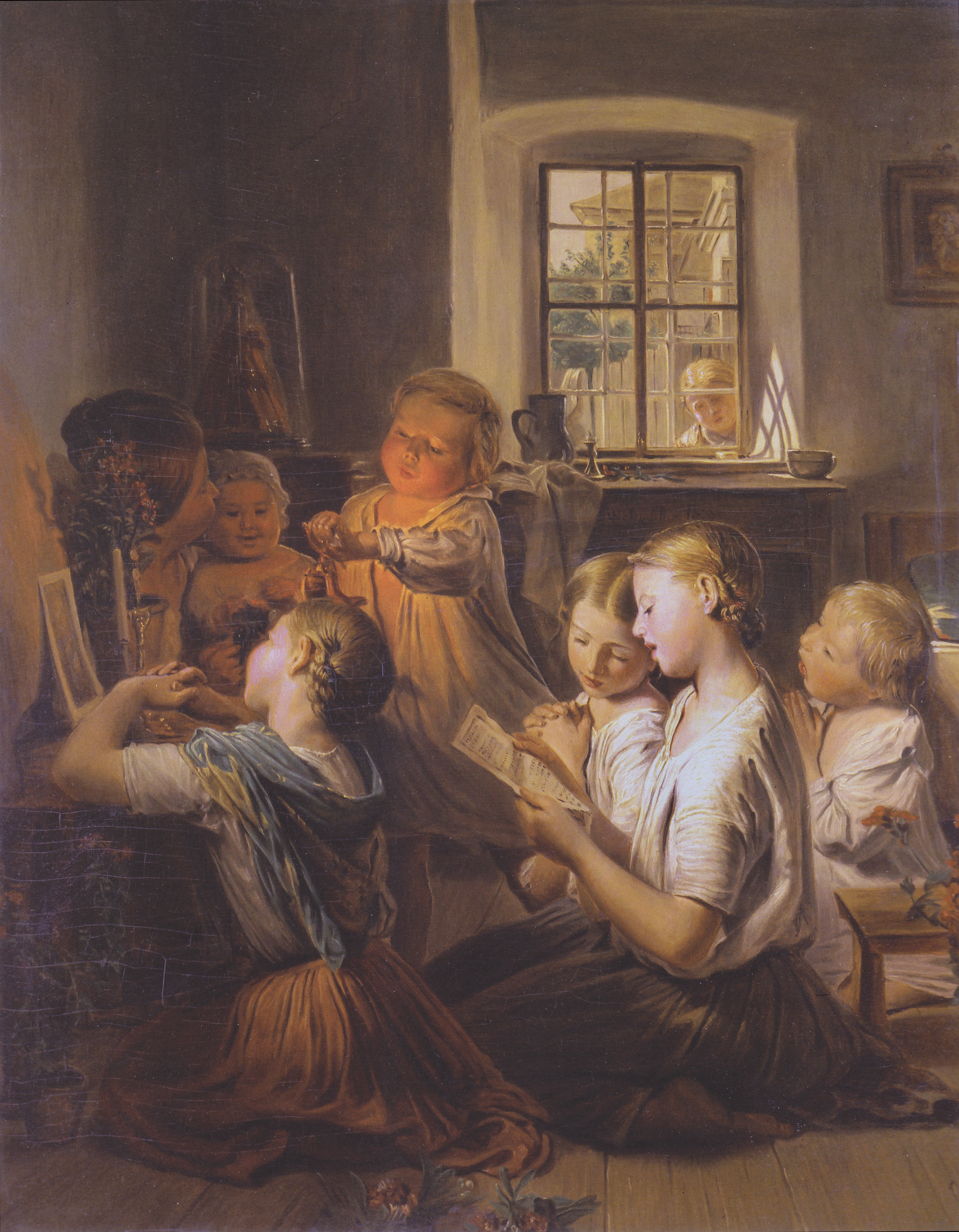
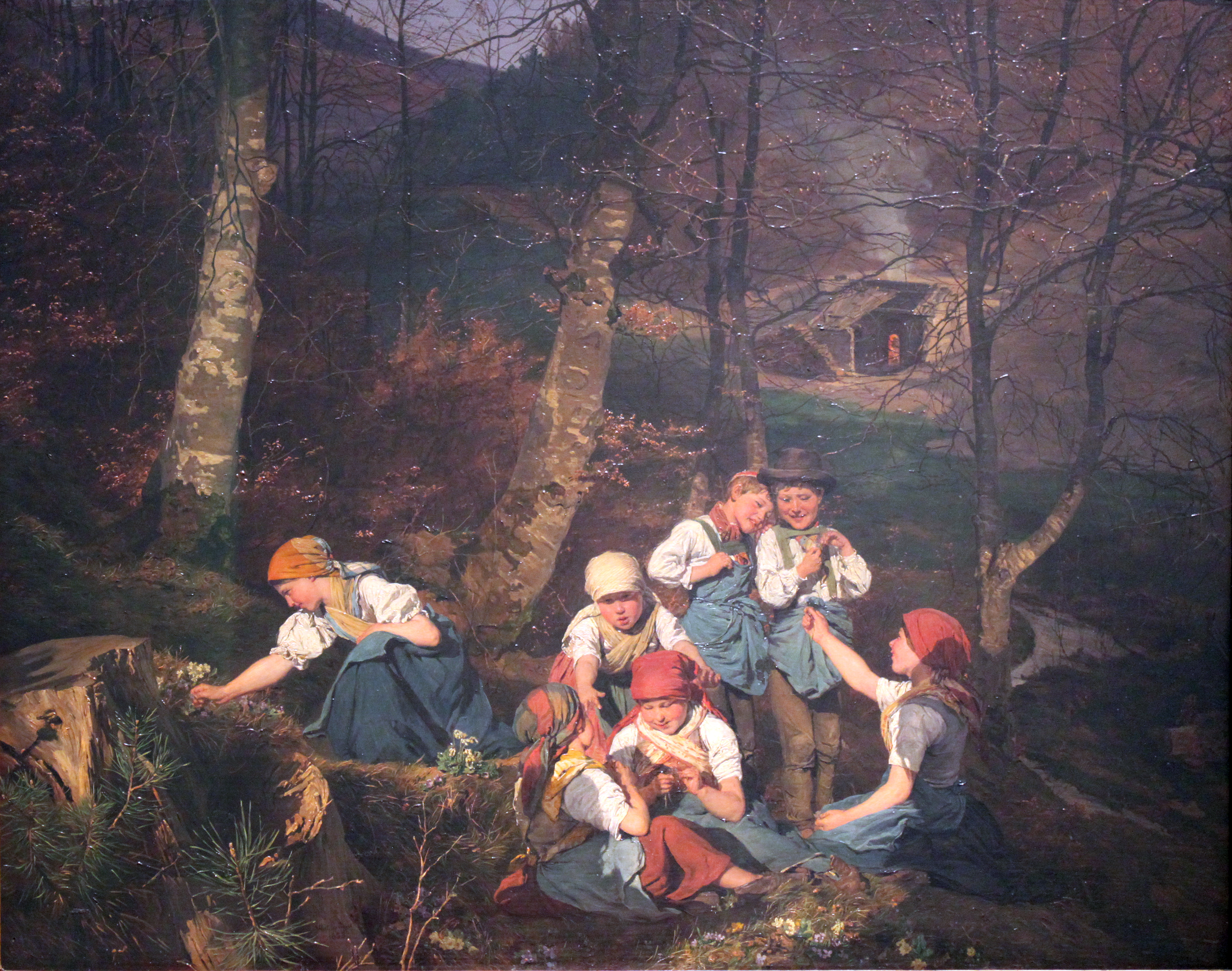
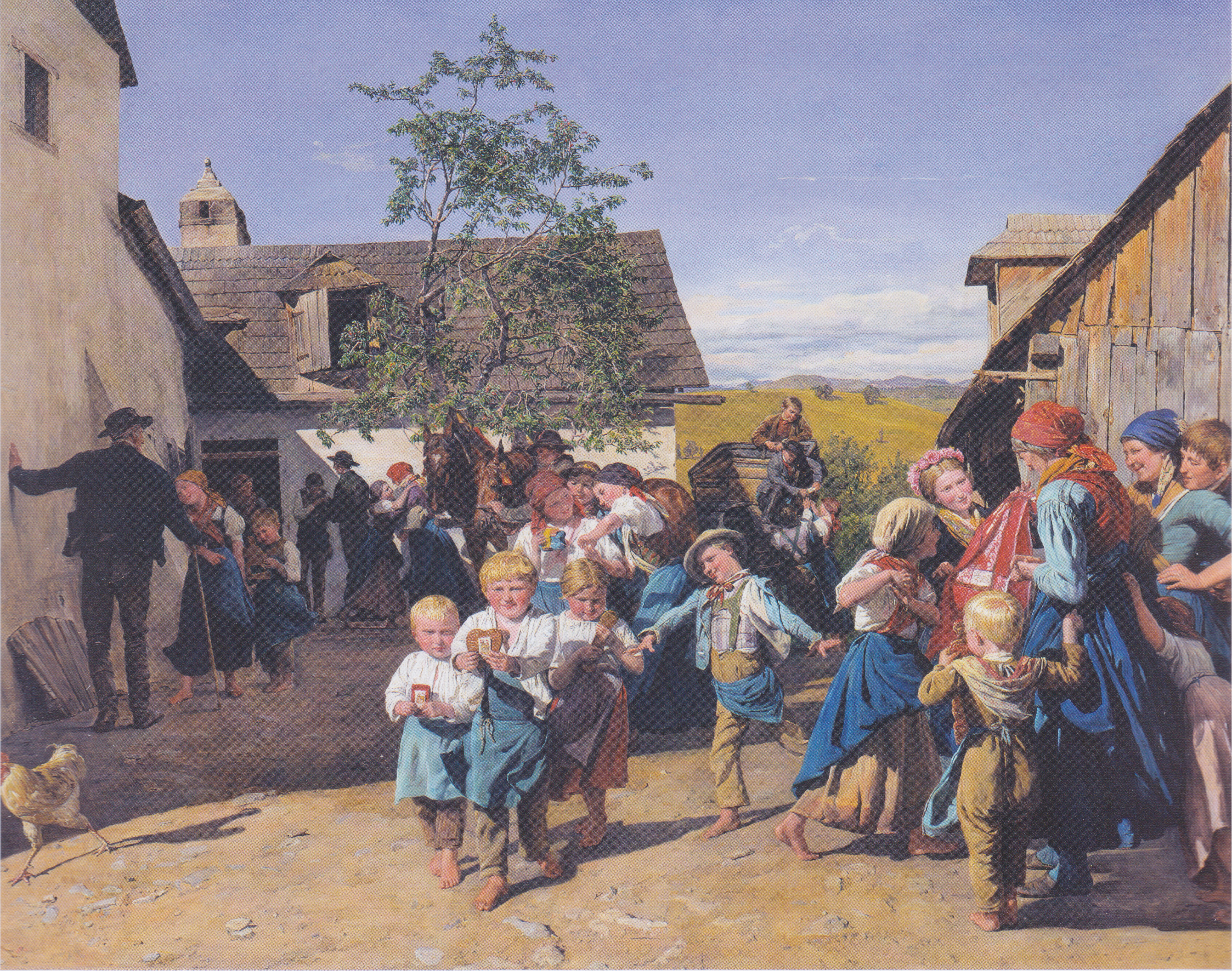
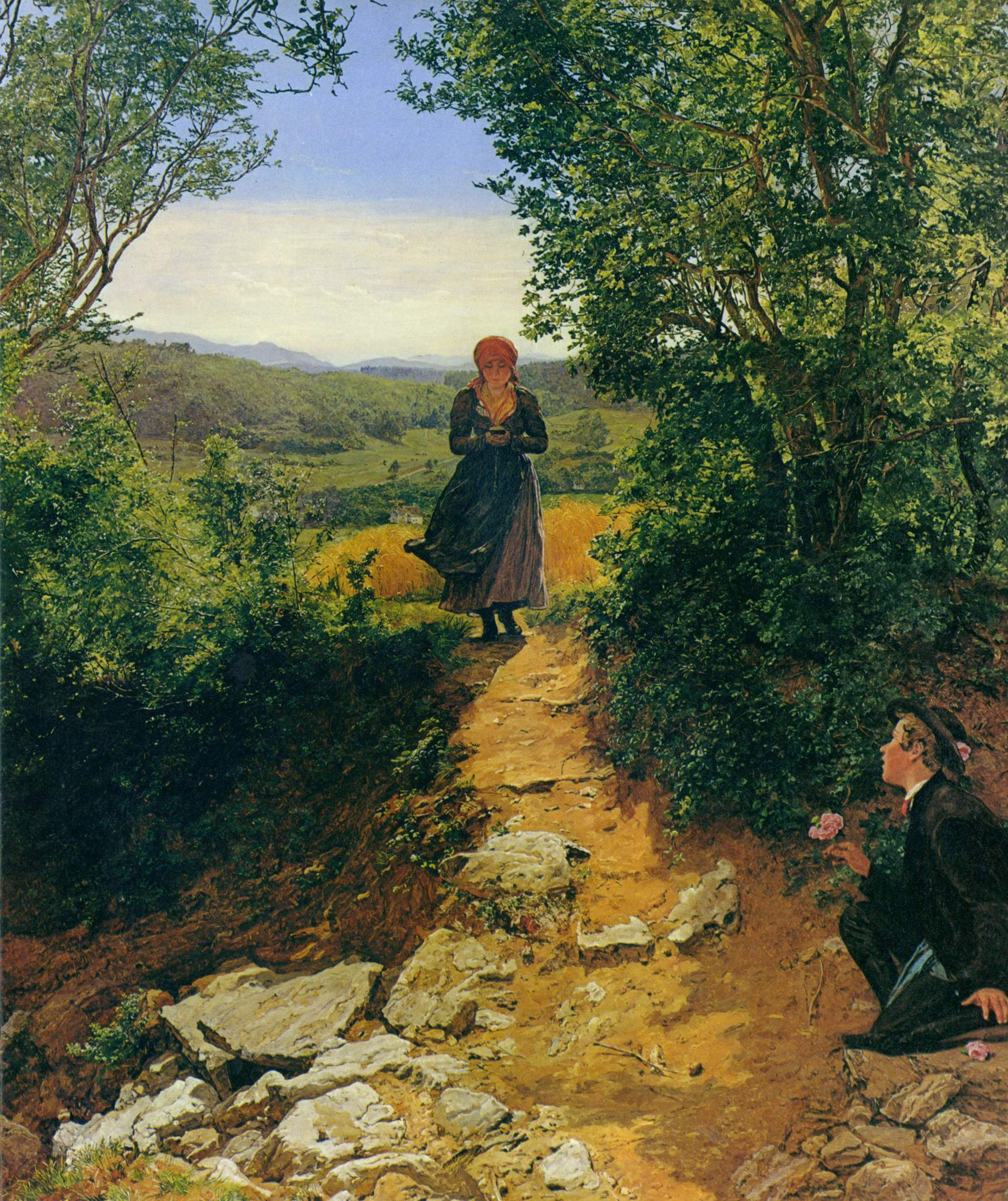
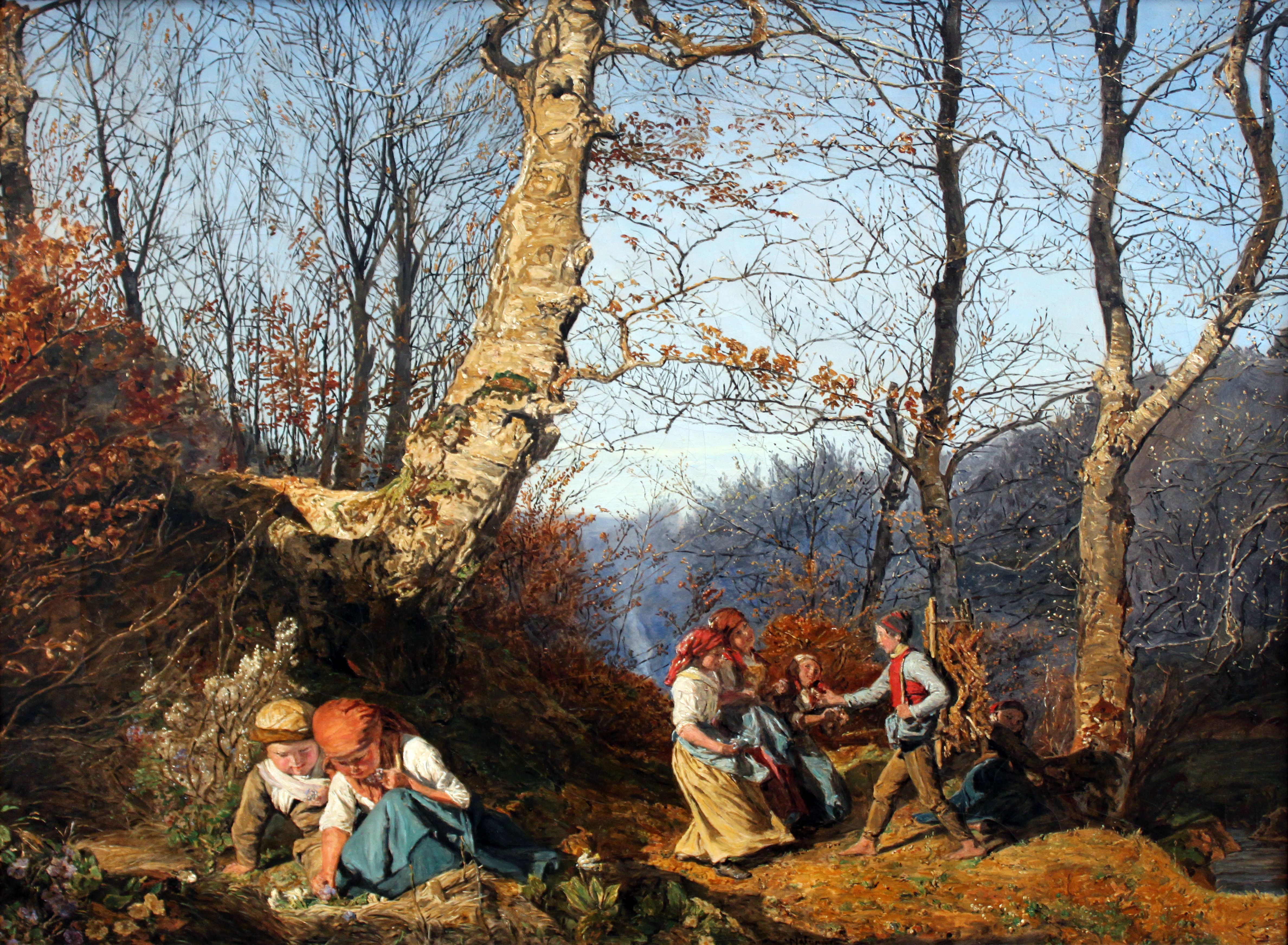